# Marco Pais Neves dos Santos
Marco Pais Neves dos Santos (Carvalhal Redondo, Nelas, Viseu, 3 de Novembro de 1982) é um funcionário público e escritor português.

## Percurso Universitário
Licenciou-se em Geografia e Planeamento Regional (2009) e em História (2012) na Faculdade de Ciências Sociais e Humanas da Universidade Nova de Lisboa, onde também frequentou um número significativo de disciplinas da licenciatura em Antropologia. Concluiu o Mestrado em Cidadania Ambiental e Participação em 2012, na Universidade Aberta, e uma década depois o Doutoramento em Sustentabilidade Social e Desenvolvimento (2022), na mesma Instituição de Ensino. Foi Bolseiro de Investigação Científica da Fundação para a Ciência e a Tecnologia, I. P. (FCT, I. P.) e investigador do MARE - Centro de Ciências do Mar e do Ambiente.

## Atividade filantrópica
Voluntário na Associação Cultural Moinho da Juventude (ACMJ) - Projeto Sabura, tendo realizado o trabalho: "Sabura 2004-2014".

## Honras e Prémios
1. Menção Elogiosa atribuída pelo Tenente-Coronel José Francisco Robalo Borrego, Comandante do Batalhão de Adidos (BA), em 2003.[4]
2. Louvor atribuído pelo Major General José Carlos Mendonça da Luz, Diretor da Direção de Serviços de Pessoal (DSP), em 2006.[5]
3. Medalha de Comportamento Exemplar Grau Cobre, em 2009.[6]
4. Louvor atribuído pelo Major General Adelino Rosário Aleixo, Diretor da Direção de Serviços de Pessoal (DSP), em 2010.[7]
5. Medalha de D. Afonso Henriques – Patrono do Exército de 4.ª Classe, em 2010.[8]
6. Prémio Cooperação e Solidariedade António Sérgio da CASES - Cooperativa António Sérgio para a Economia Social, na categoria de Estudos e Investigação, atribuído à Associação Cultural Moinho da Juventude, na sequência da publicação, em 01.12.2015, do livro "Sabura: 2004-2014" (ISBN 978-989-20-6261-7), em 2016.[9]
7. Carta de Mérito Académico atribuída por Carla Padrel de Oliveira, Reitora da Universidade Aberta, em 2023.

## Publicações
- A Pesca enquanto Atividade Humana: Pesca Artesanal e Sustentabilidade  (coautores: Sónia Seixas; Raphael Bastos Mareschi Aggio; Natália Hanazaki; Mónica Costa; Alexandre Schiavetti; João Alveirinho Dias; Ulisses M. Azeiteiro) (publicado em 2012). [10]
- O estado nacional-socialista na ótica de Norbert Frei (publicado em 2012). [11]
- Estudo de dois mapas do geógrafo Robert de Vaugondy relativos ao Reino de Portugal do Século XVIII (1751) (publicado em 2013). [12]
- Ética Ambiental e Cidadania nas Pescarias. Realidade ou utopia? Uma perspetiva transversal a marítimos, políticos e sociedade civil (ISBN-13: 978-3-639-89799-9 - publicado em 11.10.2013). [13]
- Comunidade de Pescadores de Cascais. Contributos para uma pesca sustentável (ISBN-13: 978-3-639-89983-2 - publicado em 2.12.2013). [14]
- Mapas do Reino de Portugal assinados pelo geógrafo Robert Vaugondy. Partie Septentrionale et Meridionale du Royaume de Portugal (1751) (ISBN-13: 978-3-639-61295-0 - publicado em 18.03.2014). [15]
- As expressões das artes visuais no período Renascimento (publicado em 2014). [16]
- O Jardim Botânico da Ajuda (publicado em 2014). [17][18]
- Comparação com a cartografia atual, ao nível da orografia, hidrografia, definição da costa e povoamento, de dois Mapas do Geografo Robert de Vaugondy relativos ao Reino de Portugal do Século XVIII (1751) (publicado em 2014). [19]
- Os grandes obstáculos à Sustentabilidade: a fome e a miséria (publicado em 2014). [20][21]
- A identidade nacional: inseparável da própria perceção coletiva, mas mutável consoante os grupos humanos e a época (publicado em 2014). [22]
- O luso-tropicalismo enquanto modelo ideológico da gestão colonial portuguesa (publicado em 2014). [23]
- As novas dinâmicas da sustentabilidade urbana em territórios de pobreza e exclusão social: o caso da Cova da Moura (publicado em 2014). [24]
- A importância da ação individual e dos processos de socialização no combate às alterações climáticas de origem antrópica (publicado em 2014). [25]
- O Conceito de Morte para o homem mesopotâmico na Epopeia de Gilgamesh (publicado em 2014). [26]
- Subsídios para a compreensão da sustentabilidade social e desenvolvimento no discurso de Vandana Shiva aquando da entrega do Sydney Peace Prize (publicado em 2014). [27]
- Temas de Ciências Sociais e Humanas. Identidade Nacional, Estado Nacional-Socialista, Luso-Tropicalismo, Epopeia de Gilgamesh e Artes Visuais no Renascimento (ISBN-13: 978-613-0-16440-9 - publicado em 7.08.2015). [28]
- A Associação Cultural Moinho da Juventude promove educação ambiental junto dos habitantes do Bairro do Alto da Cova da Moura (Amadora/Portugal) (publicado em 2015). [29][30]
- Amorphophallus titanum (Araceae) - A maior flor (ou melhor, inflorescência) do Mundo! (publicado em 2015). [31][32]
- Sabura 2004-2014 (ISBN-13: 978-989-20-6261-7 - publicado em 1.12.2015) [33] - Trabalho premiado na categoria de estudos e investigação pela CASES - Cooperativa António Sérgio para a Economia Social. A cerimônia pública de entrega do Prémio de Cooperação e Solidariedade António Sérgio 2016 aconteceu no dia 8 de fevereiro de 2017, pelas 16H00, no Auditório do Museu Nacional Soares dos Reis, no Porto. [9]
- Cruzamento do social e do ambiental na música “construção” de Chico Buarque (publicado em 2016). [34]
- Pelo equilíbrio da Biosfera. Uma opinião sustentável (publicado em 2016). [35]
- A importância da relação dos filhos com os pais na construção da identidade, contribuindo para a sustentabilidade (publicado em 2016). [36]
- Perceção da comunidade de pescadores de Cascais sobre a pesca ambientalmente sustentável – Resumo de Tese (publicado em 2017). [37]
- Sabura 2004-2014 [edição concisa] (ISBN-13: 978-989-99990-1-5 - publicado em 1.11.2017). [38]
- Projeto Sabura: dez anos a ultrapassar barreiras e a quebrar estigmas no Bairro do Alto da Cova da Moura (BACM) (publicado em 2017). [39]
- Enzo Fialho dos Santos. Os meus primeiros 10 anos de vida. Volume I. Do nascimento ao pré-escolar (Depósito Legal: 439816/18 - publicado em 9.04.2018).[40]
- Contributos para um mundo mais sustentável. O equilíbrio da biosfera, os obstáculos à sustentabilidade e a educação para uma identidade sustentável (ISBN-13: 978-1983315169 - publicado em 15.07.2018). [41]
- Encruzilhadas da Sustentabilidade: Resiliência e Esperança (ISBN-13: 979-8697370025 - publicado em 12.10.2021). [42]
- Pesca comercial nas águas interiores não marítimas do estuário do Rio Tejo: contributos para o seu melhor conhecimento, melhoria da sustentabilidade socioeconómica e proteção do ambiente estuarino. Livro IV – Memória Fotográfica. Parte 4 – Comunidades da Foz (ou comunidades de rio e de mar): concelhos de Almada e Oeiras (ISBN-13: 979-8838626103 - publicado em 8.07.2022). [43]
- Pesca comercial nas águas interiores não marítimas do estuário do Rio Tejo: contributos para o seu melhor conhecimento, melhoria da sustentabilidade socioeconómica e proteção do ambiente estuarino. Livro IV – Memória Fotográfica. Parte 3 – Comunidades da Foz (ou comunidades de rio e de mar): concelho de Lisboa (ISBN-13: 979-8838625649 - publicado em 7.07.2022). [44]
- Pesca comercial nas águas interiores não marítimas do estuário do Rio Tejo: contributos para o seu melhor conhecimento, melhoria da sustentabilidade socioeconómica e proteção do ambiente estuarino. Livro IV – Memória Fotográfica. Parte 2 - Comunidades da Margem Sul (ou comunidades do Mar da Palha): concelhos de Alcochete, Montijo, Moita, Barreiro e Seixal (ISBN-13: 979-8838427908 - publicado em 8.07.2022). [45]
- Pesca comercial nas águas interiores não marítimas do estuário do Rio Tejo: contributos para o seu melhor conhecimento, melhoria da sustentabilidade socioeconómica e proteção do ambiente estuarino. Livro IV – Memória Fotográfica. Parte 1 - Comunidades da Margem Norte (ou comunidades avieiras): concelhos de Vila Franca de Xira e Benavente (ISBN-13: 979-8838425096 - publicado em 8.07.2022). [46]
- Pesca comercial nas águas interiores não marítimas do estuário do Rio Tejo: contributos para o seu melhor conhecimento, melhoria da sustentabilidade socioeconómica e proteção do ambiente estuarino. Livro III – Evolução Histórica. Parte 4 – Síntese, bibliografia e apêndices (ISBN-13: 979-8838422637 - publicado em 14.07.2022). [47]
- Pesca comercial nas águas interiores não marítimas do estuário do Rio Tejo: contributos para o seu melhor conhecimento, melhoria da sustentabilidade socioeconómica e proteção do ambiente estuarino. Livro III – Evolução Histórica. Parte 3 – Estado Democrático (ISBN-13: 979-8838419743 - publicado em 14.07.2022). [48]
- Pesca comercial nas águas interiores não marítimas do estuário do Rio Tejo: contributos para o seu melhor conhecimento, melhoria da sustentabilidade socioeconómica e proteção do ambiente estuarino. Livro III – Evolução Histórica. Parte 2 – Estado Novo (ISBN-13: 979-8838419156 - publicado em 14.07.2022). [49]
- Pesca comercial nas águas interiores não marítimas do estuário do Rio Tejo: contributos para o seu melhor conhecimento, melhoria da sustentabilidade socioeconómica e proteção do ambiente estuarino. Livro III – Evolução Histórica. Parte 1 - Dos primórdios à Primeira República (ISBN-13: 979-8838418678 - publicado em 14.07.2022). [50]
- Pesca comercial nas águas interiores não marítimas do estuário do Rio Tejo: contributos para o seu melhor conhecimento, melhoria da sustentabilidade socioeconómica e proteção do ambiente estuarino. Livro II – Atividade Piscatória por Concelhos, em 2018 (ISBN-13: 979-8838063786 - publicado em 7.07.2022). [51]
- Pesca comercial nas águas interiores não marítimas do estuário do Rio Tejo: contributos para o seu melhor conhecimento, melhoria da sustentabilidade socioeconómica e proteção do ambiente estuarino. Livro I – Tese de Doutoramento (ISBN-13: 979-8374730081 - publicado em 25.01.2023). [52]
- Pesca comercial no Barreiro: Diagnóstico e fatores críticos de sucesso (coautores: Rui Manuel Lucas Nunes e Paulo Pires Moreira) (ISBN-13: 979-8497370065 - publicado em 15.12.2022). [53]
- Enzo Fialho dos Santos. Os meus primeiros 10 anos de vida. Volume I. Do nascimento ao pré-escolar (até ao terceiro aniversário). 2ª Edição (ISBN-13: 9789403652306 - publicado em 11.03.2023). [54]
- Enzo Fialho dos Santos. Os meus primeiros 10 anos de vida. Volume II. Ensino Pré-Escolar (até ao quinto aniversário) (ISBN-13: 9789403661599 - publicado em 11.03.2023). [55]
- Enzo Fialho dos Santos. Os meus primeiros 10 anos de vida. Volume III. Ensino Pré-Escolar (até ao quinto aniversário) (ISBN-13: 9789403691954 - publicado em 11.03.2023). [56]
- Benjamin Fialho dos Santos. Os meus primeiros 10 anos de vida. Volume I. Do nascimento ao pré-escolar (até ao terceiro aniversário) (ISBN-13: 9789403678344 - publicado em 11.03.2023). [57]
- Construção Sustentável: A perspetiva dos construtores (coautor: Xosé Manuel Carreira Rodríguez) (ISBN-13: 979-8842489473 - publicado em 19.11.2023). [58]
- Benjamin Fialho dos Santos. Os meus primeiros 10 anos de vida. Volume II. Ensino pré-escolar (entre o terceiro e o quarto aniversário (ISBN-13: 9789403729374 - publicado em 12.03.2024). [59]